# نتبوگانگ راتشوسا
اِنتبوگانگ راتشوسا (زادهٔ ۱۸۸۲ – درگذشتهٔ ۱۹۷۹) نایب‌السلطنهٔ (موشوارلدی) بنگواکتسه، یکی از قبایل بومی در مرزهای امروزی بوتسوانا بود که از سال ۱۹۲۴ تا ۱۹۲۸ در شورای مشاورهٔ بومی بوتسوانا مشغول فعالیت بود. او نخستین زن در بوتسوانا بود که در این سمت خدمت کرد. او در دورانی که نایب‌السلطنه بود برنامه‌هایی برای بهبود وضعیت کشاورزی و بهداشت و درمان را آغاز کرد. 

## زندگی‌نامه
اِنتبوگانگ در سال ۱۸۸۲ به دنیا آمد. والدین او گاگوانگوه و باتوئن اول بودند. والدین او در سال ۱۸۷۵ با هم فرار کردند و در سال ۱۸۷۵ در یک کلیسا ازدواج کردند. نتبوگانگ که به عنوان یک مسیحی بزرگ شد، تحصیلات رسمی نیز دریافت کرد. او دو برادر داشت، یکی سیپاپیتسوی دوم، و دیگری موئه‌پاپیتسو که سیپاپیتسو در سال ۱۹۱۶ توسط موئه‌پاپیتسو به قتل رسید. در نتیجه، مادرشان گاگوانگوه موئه‌پاپیتسو را به قتل رساند و گاگوانگوه در حالی که پسر سیپاپیتسو دوم، باتوئن دوم زیر سن قانونی بود، نایب‌السلطنهٔ او شد.

## نایب‌السلطنه
در سال ۱۹۲۳، گاگوانگوه، که بر اثر سرطان در حال مرگ بود، با عزم راسخ برای حفظ حکومت برای نوهٔ هشت ساله‌اش باتوئن دوم، تبدیل به موشوارلدی شد. او در همان سال بر اثر سرطان درگذشت، اما قبل از مرگش اطمینان حاصل کرد که سلطنت باتوئن دوم تحت مراقبت عمه‌اش نتبوگانگ راتشوسا ادامه خواهد داشت. نایب‌السلطنه‌های زن در بسیاری از گروه‌های مختلف در بوتسوانا وجود داشتند. این امر ثبات پادشاهی را پس از سه حاکم در هفت سال به ارمغان آورد. نتبوگانگ شورایی متشکل از شش رهبر را منصوب کرد، اما بیشترین همکاری را با یکی از آنها - کگامپو کامودی - داشت. بریتانیایی‌ها معتقد بودند که او از منافع بریتانیا در پادشاهی‌های خود حمایت خواهد کرد. او قوانین رفتار عمومی، از جمله ممنوعیت فروش مشروب تخمیرشدهٔ سورگوم را اجرا کرد.

### برنامه‌های کشاورزی
آفت‌های ملخ یک چالش مهم در بوتسوانا بود و در اوایل حکومت نتبوگانگ، اقداماتی را انجام داد تا کشاورزان را قادر سازد تا با اثرات آنها مبارزه کنند. او یک برنامهٔ گستردهٔ حفر چاه ترتیب داد، تا آبی که مورد مصرف حیوانات اهلی و زراعت بود کیفیت بهتری داشته باشد. او همچنین طرح آب لوله‌کشی را در کانیه گسترش داد و برای پرورش گاو به صورت علمی گاوداری‌هایی را تأسیس کرد.

### بهداشت و درمان
اعضای کلیسای ادونتیست روز هفتم نتبوگانگ تماس‌های لازم را برای ایجاد یک سیستم مراقبت‌های بهداشتی در گانگواکتسه به او دادند. به دنبال آن، یک بیمارستان در کانیه، سپس کلینیک‌های بیشتری در مانیانا و لهوتوتو تأسیس شدند. با وجود موفقیت در تأسیس مراکز درمانی، اما همچنان «پزشکان بومی» نقش مهمی در درمان مردم داشتند و این موضوع مرتباً مطرح می‌شد که «بیشتر مردم ما به داروهایی که از دست پزشکان بومی می‌آید، روی می‌آورند. … هیچ جایگزینی جز این نیست که از پزشکان بومی‌مان کمک بگیریم، که البته بر اساس دانش پزشکی خودشان ما را درمان می‌کنند».

## زندگی شخصی
انتبوگانگ همسر دوم راتشوسا موتسوتله بود که سه فرزند داشتند. پس از مرگ او در سال ۱۹۱۷، او به گانگواکتسه بازگشت تا از مادر و برادرزاده‌اش حمایت کند.
انتبوگانگ در سال ۱۸۲۳ به کلیسای ادونتیست روز هفتم پیوست، زیرا در فرقه‌ای متفاوت بزرگ شده بود.